# Djupön-Träskön
Djupön-Träskön est une île de l'archipel finlandais à Kimitoön en Finlande.

## Géographie
Située à Dragsfjärd, Djupön-Träskön est une île de 285 hectares au sud de Biskopsö.
À la suite du rebond post-glaciaire, reliées entre elles par un isthme étroit, les iles de Djupön et Träskön forment l'ile de Djupön-Träskön.
La baie de Långpäran divise presque l'île en deux,.
L'île est principalement boisée et son paysage comporte plusieurs vastes zones humides.
L'habitat  de l'île est dispersé le long des côtes. 
Djupön-Träskön est très proche de l'île voisine de Träskholmen (sv).